# Успение Богородично (Кавала)
Вижте пояснителната страница за други значения на Успение Богородично.
„Успение Богородично“ или „Света Богородица“ (на гръцки: Ιερός Ναός Κοιμήσεως της Θεοτόκου, Παναγίας) е православна църква в град Кавала, Егейска Македония, Гърция, част от Филипийската, Неаполска и Тасоска епархия на Вселенската патриаршия.

## Местоположение
Храмът е разположен на полуострова, който носи нейното име Панагия, както и цялата околна махала, така наречения Стар град.

## История
Махалата в османско време е населена наполовина с християни. До 1864 година църквата, построена в XV век, е единственият християнски храм в града. Разрушена е в 1957 година, за да се построи нови голям храм, тъй като е нестабилна. Старата църква е била трикорабна базилика без купол, с дървен покрив, покрит с плочи. Източната част от покрива е била леко повдигната за покриване на таванското помещение. Храмът е бил вкопан с височина от около 20 и ширина 12 – 13 m.
Новата църква е построена върху основите на старата.

## Описание
В архитектурно отношение новата църква е кръстовидна с купол. Камбанарията е от старата сграда и е интегриран в нартекса на новата. Във вътрешността има двапараклиса - „Свети Фанурий“ и „Свети Филотей Кавалиотис“. Стенописите са дело на Г. Карпотинис и са във византийски стил и като изпълнение и като иконографска програма. Три ценни икони от църквата са откраднати и след откриването им са предадени на Филипийската митрополия. В двора е издинат енорийски център.